# 84 (число)
Вижте пояснителната страница за други значения на 84.
84 (осемдесет и четири) е естествено, цяло число, следващо 83 и предхождащо 85.
Осемдесет и четири с арабски цифри се записва „84“, а с римски цифри – „LXXXIV“. Числото 84 е съставено от две цифри от позиционните бройни системи – 8 (осем) и 4 (четири).

## Общи сведения
- 84 е четно число.
- 84 е атомният номер на елемента полоний.
- 84-тият ден от годината е 25 март.
- 84 е година от Новата ера.
- 84 месеца са 7 години.